# 许昌学院
许昌学院座落在中国河南省许昌市，是一所公办省属综合性本科院校，前身是许昌师范高等专科学校。2002年3月经教育部批准升格为本科院校。

## 概况
学校设有20个教学院部，有40多个本科专业，涵盖文学、史学、理学、工学、法学、经济学、管理学、教育学、艺术学九个学科，现有全日制本、专科在校生近两万人。
现有教职工1169人，其中专职教师912人（副高以上职称271人，硕士以上学位711人）。

## 历任校长
- 赵继红
- 岳修峰